# 張静江
張 静江（ちょう せいこう1877年9月19日〈光緒3年8月13日〉 - 1950年9月3日)は中華民国の政治家、実業家。譜名は増澄、名は人傑だが、一般に字である静江で知られる。中国同盟会以来の革命派人士で、後に中国国民党、国民政府の政治家となった。また、浙江財閥の指導者の1人としても知られる。

## 事跡

### 革命派への財政支援
浙江省湖州府南潯の富裕な資産家の家庭に生まれる。1902年（光緒28年）、駐仏公使孫宝琦に随従してパリに赴任し、公使館商務随員に任命された。翌年に帰国して資金を収集し、フランスへ再び戻り、貿易会社「通運公司」を設立した。中国の骨董品などを販売する事業は成功し、ロンドンやニューヨークでも支店を設立している。
また、海外に在る間に様々な新思想に接し、次第に反清、無政府主義への傾倒を強めた。後に、呉敬恒（呉稚暉）・李石曽と共にパリで世界社を設立して『新世紀周報』、『世界』（美術画報）、『新世紀叢書』などを出版して、科学と無政府主義の宣伝を行っている。
1906年（光緒32年）、張静江は旅行中に偶然孫文と出会って意気投合する。以後、孫文の革命活動について資金面での援護に努めた。張からの送金は、中国同盟会にとって貴重な資金源となった。張自身も同年に帰国する途中のシンガポールで同盟会に加入している。
辛亥革命の際にも、張静江は、革命派のための資金的支援・兵器調達等で活躍した。孫文が臨時大総統となると、張は財政部総長に招請されたが、これを固辞している。1913年（民国2年）の二次革命（第二革命）では、陳其美らの蜂起を支援した。しかし敗北に終わり日本へ亡命した。亡命後も孫文を支援し、中華革命党が組織されると財政部長となった。
その後も、孫文らの革命活動を財政面で支援し続けている。中国国民党の成立と共に中央執行委員に選出され、後には中央監察委員にも選ばれた。これらの業績により、国民党の人士からは「革命聖人」との名声を獲得し、孫文からも大いに感謝されている。ただ、張自身としては、孫文の三大政策には反対であった。

### 蔣介石への接近と対立

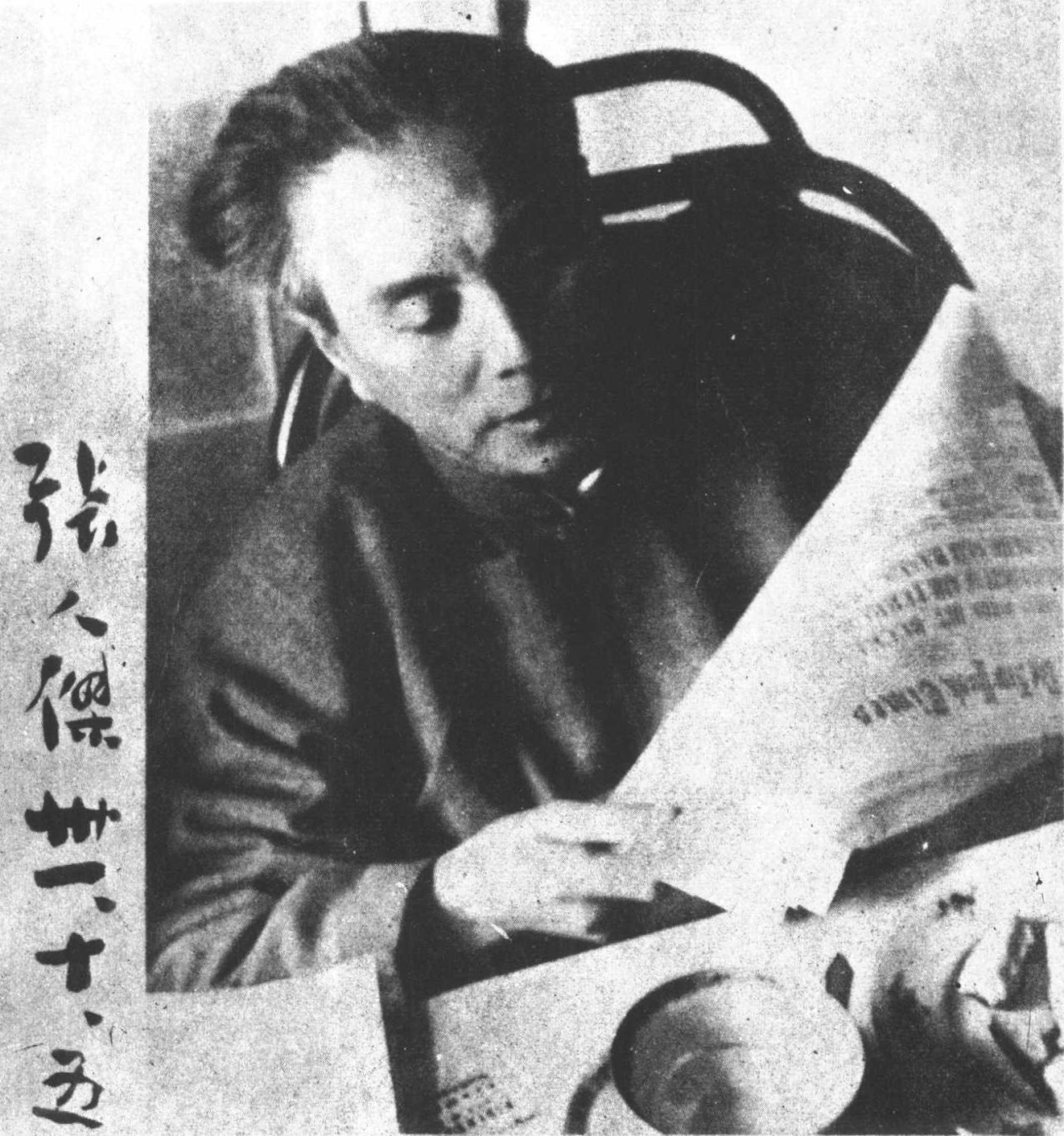
張静江（1942年）

1925年（民国14年）3月の孫文死後は、張静江は、かねてから親交のあった蔣介石に接近し、清党活動（共産党排除活動）に尽力した。南京に国民政府が成立した後の1927年（民国16年）7月、全国建設委員会委員長に就任し、さらに初代浙江省政府主席を兼任した。同年10月、省政府主席の地位は、いったん何応欽に譲ったが（省政府委員としては留任）、1928年（民国17年）11月に主席に再任された。
張静江は、鉄道建設や公道整備、さらには電力事業など、孫文がかつて唱えた「実業計画」の実現に尽力し、一定の成果をあげた。ただ、その一方で、これらの事業を展開する資金を調達するために、省社会への課税は、項目が多く幅広いものとなってしまい、負担は大きなものであった。
さらに張静江は、蔣介石の先輩格にあたることを自負していた。そのため、次第に国民政府中央の法令に従わなくなり、独断専行の省政に邁進してしまう。これは蔣との対立を惹起することになった。ついに民国19年（1930年）12月4日、国民政府中央の命令により浙江省政府は改組され、張は主席から事実上罷免されてしまった。
一方、全国建設委員会委員長としても、委員会の実業部門の権限は次第に剥奪されていく。1931年（民国20年）11月に宋子文を委員長とする全国経済委員会が成立すると、全国建設委員会はますます有名無実となった。そして、1938年（民国27年）には、全国建設委員会自体が蔣介石の命令により廃止される。失意のうちに張はニューヨークへと移住し、事実上引退した。
1950年（民国39年）9月3日、ニューヨークにて病没。享年74（満72歳）。